# وانگانل
وانگانل (اسلوونیایی: Vanganel) یک زیستگاه انسانی در اسلوونی است که در کپر، اسلوونی واقع شده‌است.

## خصوصیات
وانگانل ۲٫۵۷ کیلومترمربع مساحت و ۴۳۶ نفر جمعیت دارد و ۳۳٫۹ متر بالاتر از سطح دریا واقع شده‌است.